# Cristiana di Meclemburgo-Strelitz
Cristiana di Meclemburgo-Strelitz (Mirow, 6 dicembre 1735 – Neustrelitz, 31 agosto 1794) è stata un membro della casa ducale di Meclemburgo-Strelitz.

## Biografia
Era la primogenita del principe Carlo Ludovico Federico e di Elisabetta Albertina, nata principessa di Sassonia-Hildburghausen. Due dei suoi fratelli furono governanti di Mecklenburg-Strelitz: Adolfo Federico IV e Carlo II, sua sorella Sofia Carlotta divenne regina della Gran Bretagna come consorte del re Giorgio III.
Insieme con i suoi fratelli, Cristiana ricevette una vasta cultura nella residenza di Mirow, prendendo lezioni da Friderike Elisabeth von Grabow e Gottlob Burchard Genzmer. Ella parlava fluentemente latino, greco e francese, e leggeva con entusiasmo gli scrittori dell'antichità classica in lingua originale.

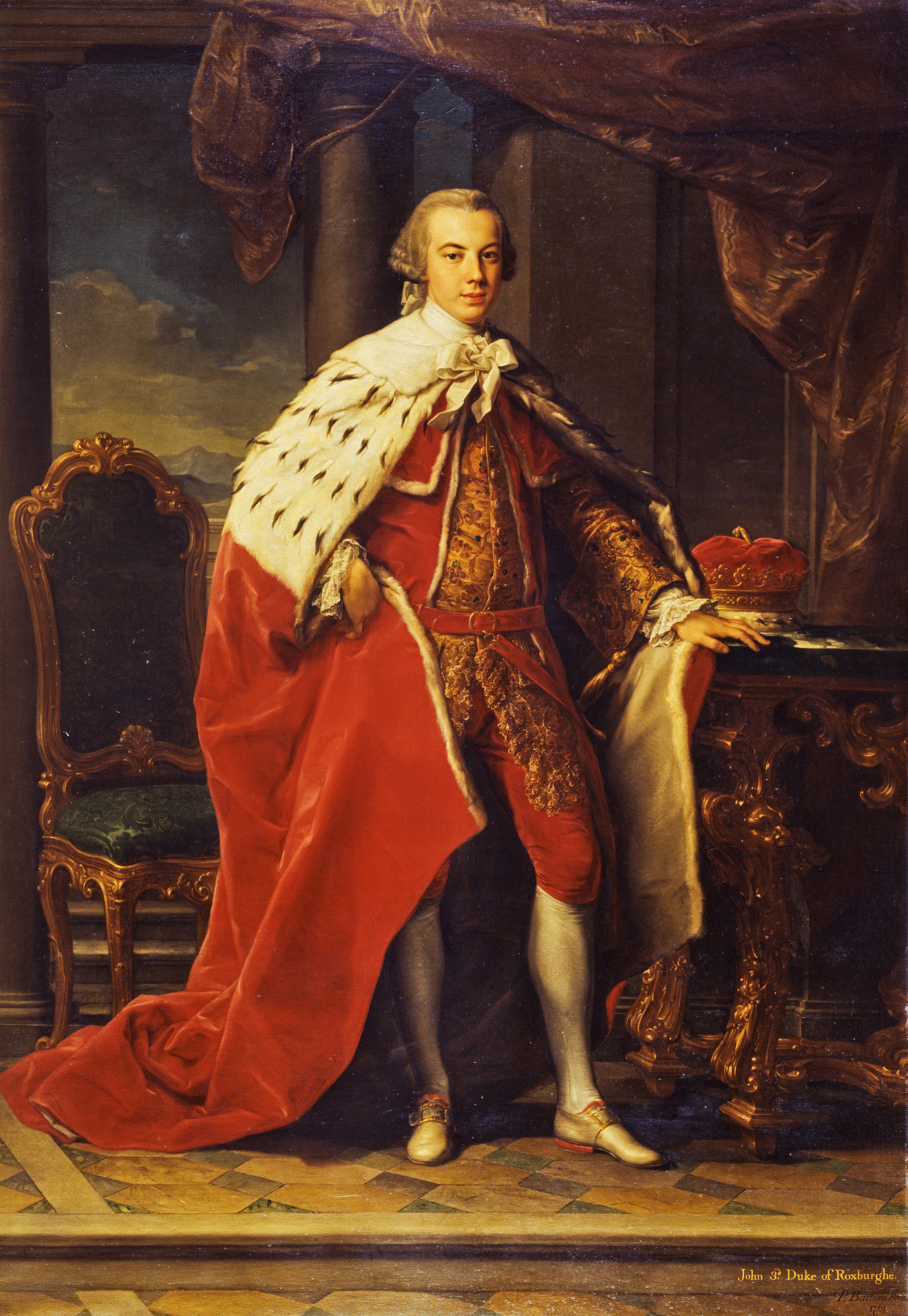
John Ker, terzo duca di Edimburgo, dipinto di Pompeo Batoni, 1761.

Nel 1761 il re Giorgio III di Gran Bretagna cominciò a cercare moglie ma a causa della sua età (25 anni) la scelta cadde sulla sorella minore Carlotta.
Durante il suo Grand Tour, nel 1761, conobbe  John Ker, III duca di Roxburghe's e se ne innamorò. Il matrimonio tra la principessa e il duca poteva aver luogo con il permesso di suo fratello, il duca Adolfo Federico, ma quando re Giorgio decise di sposare la principessa Carlotta, si ritenne necessario vietare questa unione, divenuta inaccettabile. Cristina rimase quindi nubile per tutta la vita, e visse con il fratello celibe, il duca Adolfo Federico IV, adempiendo ai doveri del cerimoniale di corte di Neustrelitz. Qui, nel 1767 incontrò Thomas Nugent, ed in seguito divenne canonichessa presso l'abbazia di Herford, mantenendo però la propria residenza a Neustrelitz. Dal 13 gennaio 1766, fu dama di prima classe dell'ordine russo di Santa Caterina.

## Morte
Cristiana morì il 31 agosto 1794, poco dopo la morte di suo fratello Adolfo Federico. Venne sepolta nella cripta reale di Mirow.

## Ascendenza
|                                                 |                                    |                                                  | Genitori                                                   |  |  | Nonni |  |  | Bisnonni                                  |  |  | Trisnonni                            |  |
|                                                 |                                    |                                                  |                                                            |  |  |       |  |  | Adolfo Federico I di Meclemburgo-Schwerin |  |  | Giovanni VII di Meclemburgo-Schwerin |  |
|                                                 |                                    |                                                  |                                                            |  |  |       |  |  | Adolfo Federico I di Meclemburgo-Schwerin |  |  | Giovanni VII di Meclemburgo-Schwerin |  |
|                                                 |                                    | Sofia di Holstein-Gottorp                        |                                                            |  |  |       |  |  | Adolfo Federico I di Meclemburgo-Schwerin |  |  |                                      |  |
| Adolfo Federico II di Meclemburgo-Strelitz      |                                    |                                                  |                                                            |  |  |       |  |  | Adolfo Federico I di Meclemburgo-Schwerin |  |  |                                      |  |
|                                                 |                                    | Maria Caterina di Brunswick-Wolfenbüttel         | Giulio Ernesto di Brunswick-Dannenberg                     |  |  |       |  |  |                                           |  |  |                                      |  |
|                                                 |                                    | Maria Caterina di Brunswick-Wolfenbüttel         | Giulio Ernesto di Brunswick-Dannenberg                     |  |  |       |  |  |                                           |  |  |                                      |  |
|                                                 |                                    | Maria Caterina di Brunswick-Wolfenbüttel         | Maria della Frisia orientale                               |  |  |       |  |  |                                           |  |  |                                      |  |
| Carlo Ludovico Federico di Meclemburgo-Strelitz |                                    | Maria Caterina di Brunswick-Wolfenbüttel         |                                                            |  |  |       |  |  |                                           |  |  |                                      |  |
|                                                 |                                    | Cristiano Guglielmo di Schwarzburg-Sondershausen | Antonio Günther I di Schwarzburg-Sondershausen             |  |  |       |  |  |                                           |  |  |                                      |  |
|                                                 |                                    | Cristiano Guglielmo di Schwarzburg-Sondershausen | Antonio Günther I di Schwarzburg-Sondershausen             |  |  |       |  |  |                                           |  |  |                                      |  |
|                                                 |                                    | Cristiano Guglielmo di Schwarzburg-Sondershausen | Maria Maddalena del Palatinato-Zweibrücken                 |  |  |       |  |  |                                           |  |  |                                      |  |
| Cristiana Emilia di Schwarzburg-Sondershausen   |                                    | Cristiano Guglielmo di Schwarzburg-Sondershausen |                                                            |  |  |       |  |  |                                           |  |  |                                      |  |
|                                                 |                                    | Antonia Sibilla di Barby-Muhlingen               | Alberto Federico I di Barby-Mühlingen                      |  |  |       |  |  |                                           |  |  |                                      |  |
|                                                 |                                    | Antonia Sibilla di Barby-Muhlingen               | Alberto Federico I di Barby-Mühlingen                      |  |  |       |  |  |                                           |  |  |                                      |  |
|                                                 |                                    | Antonia Sibilla di Barby-Muhlingen               | Sofia Ursula di Oldenburg-Delmenhorst                      |  |  |       |  |  |                                           |  |  |                                      |  |
| Cristiana di Meclemburgo-Strelitz               |                                    | Antonia Sibilla di Barby-Muhlingen               |                                                            |  |  |       |  |  |                                           |  |  |                                      |  |
|                                                 | Ernesto di Sassonia-Hildburghausen | Ernesto I di Sassonia-Gotha-Altenburg            |                                                            |  |  |       |  |  |                                           |  |  |                                      |  |
|                                                 | Ernesto di Sassonia-Hildburghausen | Ernesto I di Sassonia-Gotha-Altenburg            |                                                            |  |  |       |  |  |                                           |  |  |                                      |  |
|                                                 | Ernesto di Sassonia-Hildburghausen | Elisabetta Sofia di Sassonia-Altenburg           |                                                            |  |  |       |  |  |                                           |  |  |                                      |  |
| Ernesto Federico I di Sassonia-Hildburghausen   | Ernesto di Sassonia-Hildburghausen |                                                  |                                                            |  |  |       |  |  |                                           |  |  |                                      |  |
|                                                 |                                    | Sofia Enrichetta di Waldeck                      | Giorgio Federico di Waldeck                                |  |  |       |  |  |                                           |  |  |                                      |  |
|                                                 |                                    | Sofia Enrichetta di Waldeck                      | Giorgio Federico di Waldeck                                |  |  |       |  |  |                                           |  |  |                                      |  |
|                                                 |                                    | Sofia Enrichetta di Waldeck                      | Elisabetta Carlotta di Nassau-Siegen                       |  |  |       |  |  |                                           |  |  |                                      |  |
| Elisabetta Albertina di Sassonia-Hildburghausen |                                    | Sofia Enrichetta di Waldeck                      |                                                            |  |  |       |  |  |                                           |  |  |                                      |  |
|                                                 |                                    | Giorgio I di Erbach-Erbach                       | Giorgio Alberto I di Erbach                                |  |  |       |  |  |                                           |  |  |                                      |  |
|                                                 |                                    | Giorgio I di Erbach-Erbach                       | Giorgio Alberto I di Erbach                                |  |  |       |  |  |                                           |  |  |                                      |  |
|                                                 |                                    | Giorgio I di Erbach-Erbach                       | Elisabetta Dorotea di Hohenlohe-Waldenburg-Schillingsfürst |  |  |       |  |  |                                           |  |  |                                      |  |
| Sofia Albertina di Erbach-Erbach                |                                    | Giorgio I di Erbach-Erbach                       |                                                            |  |  |       |  |  |                                           |  |  |                                      |  |
|                                                 |                                    | Amalia Caterina di Waldeck-Eisenberg             | Filippo Teodoro di Waldeck                                 |  |  |       |  |  |                                           |  |  |                                      |  |
|                                                 |                                    | Amalia Caterina di Waldeck-Eisenberg             | Filippo Teodoro di Waldeck                                 |  |  |       |  |  |                                           |  |  |                                      |  |
|                                                 |                                    | Amalia Caterina di Waldeck-Eisenberg             | Maria Maddalena del Palatinato-Zweibrücken                 |  |  |       |  |  |                                           |  |  |                                      |  |
|                                                 |                                    | Amalia Caterina di Waldeck-Eisenberg             |                                                            |  |  |       |  |  |                                           |  |  |                                      |  |